# Oconaluftee Ranger Station
Pour l’article homonyme, voir Oconaluftee.
L'Oconaluftee Ranger Station est une ancienne station de rangers du comté de Swain, en Caroline du Nord, dans l'est des États-Unis. Protégé au sein du parc national des Great Smoky Mountains, ce bâtiment construit selon le style rustique du National Park Service a été achevé en 1940. Il est inscrit au Registre national des lieux historiques depuis le 29 novembre 2016.